# تاكاهيرو تاكاجي
تاكاهيرو تاكاجي (باليابانية: 高木 貴弘) (1 يوليو 1982 في كانازاوا في اليابان – )؛ هو لاعب كرة قدم ياباني سابق كان يلعب كحارس مرمى.

## وصلات خارجية
- تاكاهيرو تاكاجي على موقع رابطة كرة القدم اليابانية للمحترفين (اليابانية)
- تاكاهيرو تاكاجي على موقع قاعدة بيانات كرة القدم.إي يو (الإنجليزية)
- تاكاهيرو تاكاجي على موقع Soccerway.com (الإنجليزية)
- تاكاهيرو تاكاجي على موقع عالم كرة القدم.نت (الإنجليزية)